# Juanma García
Juan Manuel García García, detto Juanma (La Rinconada, 20 febbraio 1993), è un calciatore spagnolo, attaccante svincolato.

## Carriera
Cresciuto nel settore giovanile del Betis, ha iniziato la sua carriera giocando in prestito con Coria e CD Alcalá, entrambe nella quarta divisione spagnola. Rientrato alla base, è stato aggregato alla seconda squadra, riuscendo anche a esordire tra i professionisti con la prima squadra il 2 marzo 2014, disputando l'incontro di Primera División pareggiato 1-1 contro il Villarreal. Al termine della stagione ha totalizzato 3 presenze in campionato. Negli anni successivi, oltre a vestire nuovamente la maglia della seconda squadra del Betis, ha giocato nella terza divisione spagnola con Badajoz, Marbella FC e Burgos, ottenendo con quest'ultima la promozione in Segunda División. Il 23 luglio 2022 è stato acquistato dall'Albacete, neopromosso in seconda divisione, con cui ha firmato un contratto triennale.

## Statistiche

### Presenze e reti nei club
Statistiche aggiornate al 27 novembre 2022.
| Stagione        | Squadra         | Campionato      | Campionato | Campionato | Coppe nazionali | Coppe nazionali | Coppe nazionali | Coppe continentali | Coppe continentali | Coppe continentali | Altre coppe | Altre coppe | Altre coppe | Totale | Totale |
| Stagione        | Squadra         | Comp            | Pres       | Reti       | Comp            | Pres            | Reti            | Comp               | Pres               | Reti               | Comp        | Pres        | Reti        | Pres   | Reti   |
| --------------- | --------------- | --------------- | ---------- | ---------- | --------------- | --------------- | --------------- | ------------------ | ------------------ | ------------------ | ----------- | ----------- | ----------- | ------ | ------ |
| 2012-2013       | Coria           | TD              | 34         | 5          |                 | -               | -               |                    | -                  | -                  |             | -           | -           | 34     | 5      |
| 2013-gen. 2014  | CD Alcalá       | TD              | 13         | 7          |                 | -               | -               |                    | -                  | -                  |             | -           | -           | 13     | 7      |
| gen.-giu. 2014  | Betis B         | TD              | 19         | 7          |                 | -               | -               |                    | -                  | -                  |             | -           | -           | 19     | 7      |
| 2014-2015       | Betis B         | TD              | 30         | 3          |                 | -               | -               |                    | -                  | -                  |             | -           | -           | 30     | 3      |
| 2015-2016       | Betis B         | TD              | 37         | 10         |                 | -               | -               |                    | -                  | -                  |             | -           | -           | 37     | 10     |
| 2016-2017       | Betis B         | TD              | 33         | 12         |                 | -               | -               |                    | -                  | -                  |             | -           | -           | 33     | 12     |
| Totale Betis B  | Totale Betis B  | Totale Betis B  | 119        | 31         |                 | -               | -               |                    | -                  | -                  |             | -           | -           | 119    | 31     |
| gen.-giu. 2014  | Betis           | PD              | 3          | 0          | CR              | -               | -               |                    | -                  | -                  |             | -           | -           | 3      | 0      |
| 2017-2018       | Badajoz         | SDB             | 35         | 8          |                 | -               | -               |                    | -                  | -                  |             | -           | -           | 35     | 8      |
| 2018-2019       | Marbella FC     | SDB             | 32         | 12         | CR              | 1               | 0               |                    | -                  | -                  |             | -           | -           | 33     | 12     |
| 2019-2020       | Burgos          | SDB             | 28         | 5          |                 | -               | -               |                    | -                  | -                  |             | -           | -           | 28     | 5      |
| 2020-2021       | Burgos          | SDB             | 18+8       | 8+2        | CR              | 2               | 0               |                    | -                  | -                  |             | -           | -           | 28     | 10     |
| 2021-2022       | Burgos          | SD              | 36         | 9          | CR              | 0               | 0               |                    | -                  | -                  |             | -           | -           | 36     | 9      |
| Totale Burgos   | Totale Burgos   | Totale Burgos   | 82+8       | 22+2       |                 | 2               | 0               |                    | -                  | -                  |             | -           | -           | 92     | 24     |
| 2022-2023       | Albacete        | SD              | 11         | 1          | CR              | 0               | 0               |                    | -                  | -                  |             | -           | -           | 11     | 1      |
| Totale carriera | Totale carriera | Totale carriera | 337        | 88         |                 | 3               | 0               |                    | -                  | -                  |             | -           | -           | 340    | 88     |